# ميشيل ويبر
ميشيل ويبر هو منظر المؤامرة وفيلسوف بلجيكي، ولد في 5 أغسطس 1963 في بروكسل في بلجيكا.